# Johnny O’Bryant III
Johnny Lee O’Bryant III (ur. 1 czerwca 1993 w Cleveland) – amerykański koszykarz występujący na pozycjach silnego skrzydłowego oraz środkowego, obecnie zawodnik Crvenej Zvezdy MTS.
W 2011 wystąpił w meczu gwiazd amerykańskich szkół średnich - McDonald’s All-American.
26 stycznia 2017 podpisał 10-dniowy kontrakt z Denver Nuggets, następnie 6 lutego kolejny. 16 lutego powrócił do Northern Arizona Suns, dwa dni później wziął udział w meczu gwiazd D-League. 24 lutego zawarł 10-dniową umowę z Charlotte Hornets, a 6 marca kolejną.
7 lutego 2018 trafił wraz z dwoma przyszłymi wyborami w drafcie (2020 i 2021) do New York Knicks w zamian za Willy’ego Hernangómeza, po czym został zwolniony dzień później.
30 lipca 2018 dołączył do izraelskiego Maccabi Tel Awiw. 10 sierpnia 2019 został zawodnikiem rosyjskiego Lokomotiwu Kubań. 18 września 2020 opuścił klub. 
19 października zawarł kontrakt z serbską Crveną Zvezda MTS. 

## Osiągnięcia
Stan na 16 lutego 2021, na podstawie, o ile nie zaznaczono inaczej.
NCAA
- Zaliczony do I składu konferencji Southeastern (SEC – 2013, 2014)

Klubowe
- Mistrz Izraela (2019)
- Zdobywca Pucharu Serbii (2021)[13]

Indywidualne
- MVP tygodnia D-League (16.01.2017)
- Uczestnik meczu gwiazd D-League (2017)[14]

Reprezentacja
- Mistrz:
  - świata U–17 (2010)
  - Ameryki U–16 (2009)